# Obrona Przemyśla (1939)
Obrona Przemyśla 1939 – działania zbrojne prowadzone w dniach 11–14 września 1939 r. podczas wojny obronnej 1939 r. mające doprowadzić do obrony Przemyśla przed niemieckimi wojskami.

## Geneza
W okresie II Rzeczypospolitej Przemyśl stanowił siedzibę Dowództwa Okręgu Korpusu nr X. Na jego czele stał gen. bryg. Wacław Scaevola-Wieczorkiewicz. Przed wojną w mieście stacjonował 38 pułk piechoty Strzelców Lwowskich wchodzący w skład 24 Dywizji Piechoty. Po agresji Niemiec na Polskę 24. DP początkowo pozostawała w odwodzie Naczelnego Wodza. 3 września przydzielono ją do odwodu południowego „Tarnów” Grupy Operacyjnej „Jasło” w Armii „Karpaty” i skierowano transportem kolejowym z Przemyśla do rejonów wyładowczych w Tarnowie i Dębicy.
W drugim tygodniu września front zbliżył się do linii Sanu, której obronę przygotowywał na rozkaz dowódcy Armii „Małopolska”, gen. Kazimierza Fabrycego, dowódca DOK nr X gen. W. Wieczorkiewicz. Miał on jednak do dyspozycji zbyt słabe siły, aby należycie obsadzić i umocnić tak rozległy odcinek, zwłaszcza że poziom wody na rzece był niski, umożliwiający przejście jej z łatwością w bród. Od 8 września rozpoczęły się na rozkaz dowódcy Armii „Małopolska” bezpośrednie przygotowania do obrony Przemyśla, którymi kierował zastępca dowódcy DOK nr X gen. bryg. Jan Chmurowicz. Jego szefem sztabu był mjr dypl. Michał Gulcz, adiutantem kpt Leon Parat, a komendantem miasta płk Mieczysław Sokół-Szahin.
Utworzono 2 linie obronne, które zaczęto obsadzać w nocy z 8 na 9 września. Pierwszą linię stanowiło Zasanie z dominującymi wzgórzami Ostrowa, Lipowicy i Winnej Góry. Obsadziły je dwa bataliony piechoty, dowodzone przez kpt. Romana Homana i mjr. Henryka Dyducha ze wsparciem 7 dział 105 mm ze stanowiskami na forcie na Winnej Górze, mającymi pełnić rolę artylerii ppanc. Całością tych sił kierował ppłk dypl. Jan Matuszek. Zadaniem wojsk na pierwszej linii było utrzymanie stanowisk aż do wycofania się 11 Karpackiej Dywizji Piechoty płk. dypl. Bronisława Prugara-Ketlinga walczącej z niemiecką 7. DP wzdłuż szosy Dubiecko – Przemyśl. Druga linia obrony była na razie obsadzona jedynie w rejonie mostów na Sanie przez batalion piechoty kpt. Szutta wzmocniony 3 działami 75 mm, ustawionymi w pobliżu mostu drogowego z kierunkiem ostrzału na Zasanie i Prałkowce. Pełne obsadzenie tej linii było przewidziane dopiero po wycofaniu się załogi Zasania. Most drogowy na Sanie został przygotowany do wysadzenia, zaś most kolejowy zabarykadowano wagonami towarowymi i drutem kolczastym. Do współpracy z obu liniami obronnymi utworzono grupę artylerii ogólnego działania pod dowództwem płk. Jana Bokszczanina ze stanowiskami na Zniesieniu.
Przemyśl od samego początku wojny był bombardowany przez lotnictwo niemieckie. Najsilniejsze bombardowania miały miejsce 7 i 8 września, przynosząc znaczne straty wśród wojska oraz duże zniszczenia budynków miasta. Początkowo miasto bronione było jedynie przez 105 Kompanię Ckm  Przeciwlotniczych kpt. Korwina. Sytuacja poprawiła się dopiero 8 i 9 września, kiedy ewakuowano do Przemyśla z Krosna i Sanoka dwa plutony działek przeciwlotniczych 40 mm. Jednak już 10 września pluton z Krosna odszedł do Lwowa (patrz: Obrona Lwowa 1939). 
9 września rozpoczęła się ewakuacja urzędów z Przemyśla, co doprowadziło do ogólnego rozprężenia w mieście. Wieczorem wymaszerowały w kierunku Lwowa oddziały Przysposobienia Wojskowego i „Strzelca”. Następnego dnia z rozkazu dowódcy Armii „Małopolska” nastąpiła ewakuacja Dowództwa Okręgu Korpusu nr X  do rejonu Bóbrka – Chodorów. Personel zawodowy ze szpitala wojskowego wyjechał z kolei do Buska pod Lwowem, gdzie miał być założony szpital polowy. Chaos i anarchia w mieście zmusiły dowództwo obrony do zorganizowania na nowo tymczasowych władz miejskich, a przy pomocy kompanii asystencyjnej do zaprowadzenia porządku. Dużym problemem były też masy cywilnych uciekinierów z zachodu oraz szczątki rozbitych oddziałów wojskowych, które przechodziły przez miasto.
Do Przemyśla zaczęły zbliżać się wojska niemieckie. 10 września rano 4 Dywizja Lekka doszła do Sanu pod Radymnem i, wykorzystując zaskoczenie polskiej obrony, przy minimalnym oporze, sforsowała rzekę. Następnie zaatakowała załogę Jarosławia, która broniła się przez cały dzień 10 września (patrz: Obrona Jarosławia). Następnego dnia kolejne polskie linie obronne przełamała niemiecka 2 Dywizja Pancerna wsparta przez bardzo silną artylerię i ruszyła w ślad za polską 10 Brygadą Kawalerii Zmotoryzowanej płk. dypl. Stanisława Maczka. Na Przemyśl skierowała się kolumna zmotoryzowana z 4 Dywizji Lekkiej, chcąc z zaskoczenia wedrzeć się do miasta. Została jednak odparta ogniem artylerii ze Zniesienia. Tymczasem sytuacja w rejonie Przemyśla pogarszała się coraz bardziej. Na południu zmotoryzowany oddział z niemieckiej 1 Dywizji Górskiej opanował Dobromil, a jego patrole 11 września podeszły pod Przemyśl. Jednak też tym razem nie udało się Niemcom wedrzeć do miasta, gdyż po dotarciu do Pikulic zostali odrzuceni ogniem artylerii ze Zniesienia. 
W nocy z 11 na 12 września z rozkazu gen. J. Chmurowicza został przeprowadzony wypad w celu zniszczenia niemieckiej baterii artylerii ostrzeliwującej miasto z rejonu Kosienic. Niemcy zostali jednak ostrzeżeni przez kpt. Romana Homana, który okazał się zdrajcą, i ostrzelali silnym ogniem karabinów maszynowych polski oddział, który musiał się wycofać, aby uniknąć wysokich strat. Pod Birczą w dniach 11–12 września ciężkie walki z 2 Dywizją Górską prowadziła polska 24 Dywizja Piechoty pod dowództwem płk. Bolesława Schwarzenberga-Czernego. Kilkakrotnie kontratakowała, ponosząc jednak duże straty. Pod wieczór Niemcy przełamali jej pozycje obronne, zmuszając ją do odwrotu na linię Olszany-Rokszyce. Pod Bachórzem polska 11 Karpacka Dywizja Piechoty znajdowała się w styczności bojowej z niemiecką 7 Dywizją Piechoty, posuwającą się na Przemyśl.
13 września z miasta zostały wycofane, przy pomocy improwizowanych zaprzęgów, baterie artylerii ciężkiej wchodzące w skład grupy pod dowództwem płk. J. Bokszczanina, a następnie skierowane do Mościsk. Po drodze zostały jednak rozbite przez niemieckie lotnictwo. Tego dnia po południu od Niemców oderwała się 11 Karpacka Dywizja Piechoty i rozpoczęła marsz do Przemyśla, dochodząc nocą do miejscowości Łętownia. Tam kompania zwiadowcza 49 Huculskiego pułku strzelców natknęła się na oddział wydzielony niemieckiej 45. DP. W nocnym ataku na bagnety Niemcy zostali rozbici i zmuszeni do ucieczki, a Dywizja ruszyła dalej i około północy weszła do miasta. Po krótkim odpoczynku ruszyła w dalszą drogę na Medykę i Lwów, pozostawiając w Przemyślu jeden batalion piechoty z baterią dział. W rezultacie Niemcy zatrzymali się pod Przemyślem w oczekiwaniu na nadciągnięcie głównych sił, blokując drogi prowadzące do miasta.
Z drugiej strony w nocy z 13 na 14 września z Przemyśla wyszedł III batalion 156 pułku piechoty rez. mjr. Juliana Hajnosa, który dostał rozkaz dołączenia do 24. DP. W tym samym czasie na skutek odwrotu 24 Dywizji Piechoty, zostało odsłonięte południowe skrzydło obrony Przemyśla. Pociągnęło to za sobą pewną reorganizację obrony. Zniesienie i Podzamcze obsadził batalion piechoty kpt. Szutta, strzegący dotychczas mostów, a drugi batalion piechoty obsadził wzgórze z fortem IV „Optyń” na południe od Pikulic. Obronę mostów na Sanie powierzono innemu batalionowi piechoty.
Załogę Przemyśla stanowiło: siedem batalionów piechoty, tj. II batalion 53 pułku piechoty, batalion marszowy 38 pułku piechoty, dwa improwizowane bataliony 39 pułku piechoty, batalion marszowy 61 pułku piechoty, improwizowany batalion 67 pułku piechoty z OZ 4 Dywizji Piechoty i batalion z OZ 24. DP oraz kompania saperów wsparte przez sześć plutonów artylerii ciężkiej (12 dział), 4. baterię 11 pułku artylerii lekkiej i baterię 50 dywizjonu artylerii lekkiej. Łącznie było to kilka tysięcy żołnierzy zebranych doraźnie z różnych oddziałów, nieznających się nawzajem i swoich dowódców. Według części źródeł w skład załogi miasta mógł też wchodzić oddział czołgów wolnobieżnych FT-17 z samodzielnej kompanii czołgów lekkich, sformowanej w Brześciu nad Bugiem jako oddział w dyspozycji Naczelnego Wodza.
Strona niemiecka dysponowała pod Przemyślem 7 Dywizją Piechoty, która atakowała od zachodu oraz oddziałami wydzielonymi z 44. i 45. Dywizji Piechoty, uderzającymi od północy. Były to jednostki wchodzące w skład 14 Armii.

## Obrona miasta

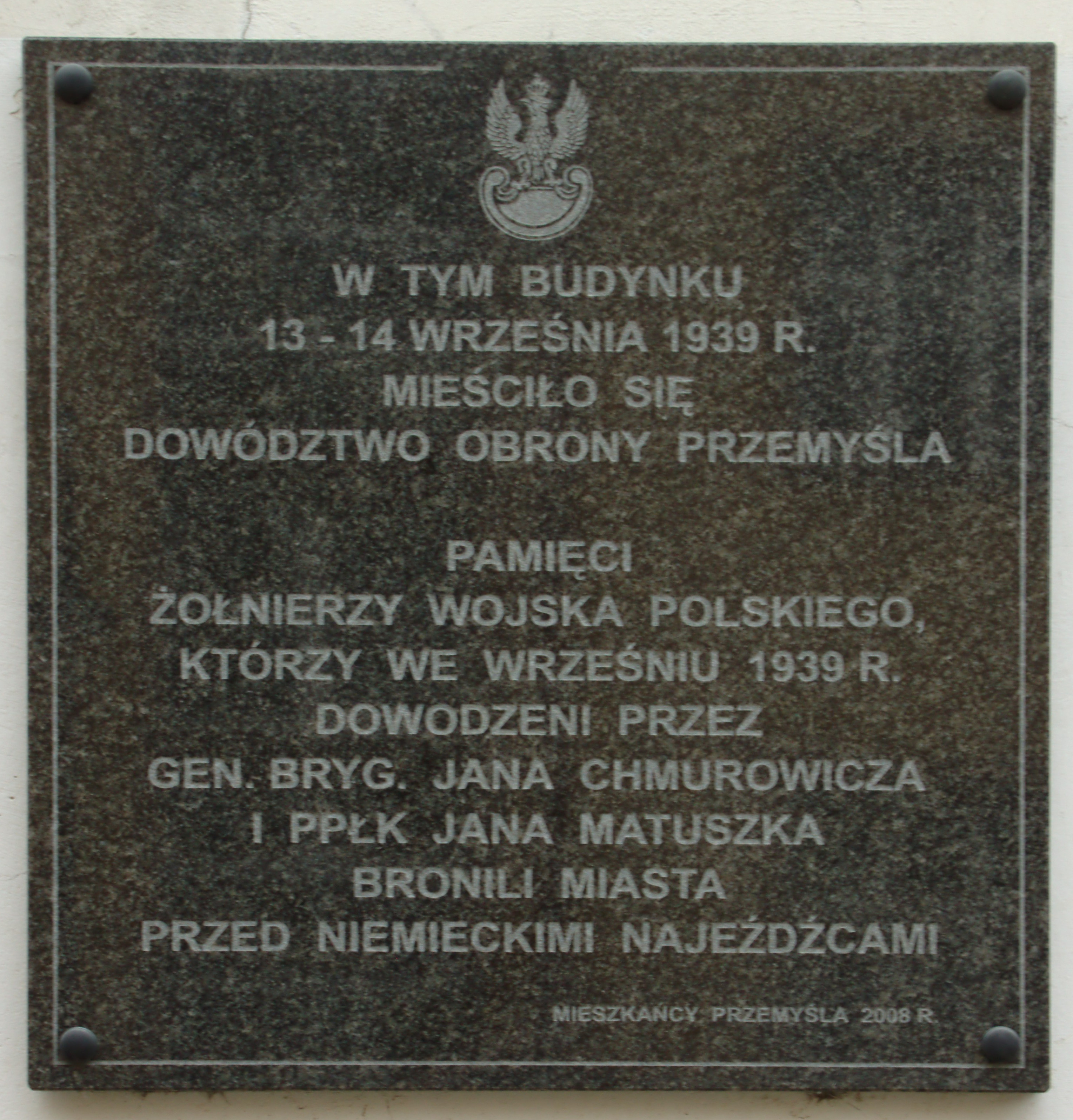
Tablica pamiątkowa w Przemyślu

14 września wcześnie rano niemiecka 7. DP dotarła do Ostrowa, próbując wedrzeć się do miasta z marszu. Jednakże silnym ogniem maszynowym i artylerii została zmuszona do odwrotu. Również od strony Jarosławia pojawiły się oddziały wydzielone z niemieckich 44. i 45. DP. Lecz i z tamtej strony ponawiane kilkakrotnie ataki zostały odparte. Do południa dwa polskie bataliony walczyły na północnym brzegu Sanu, a po wysadzeniu mostów bez nacisku ze strony Niemców wycofały się na rozkaz ppłk. J. Matuszka na południowy brzeg, gdzie obsadziły drugą linię obrony. Batalion mjr. Henryka Dyducha okopał się wzdłuż poaustriackich wałów na Wilczu aż do Wiaru, a resztki batalionu kpt. R. Homana częściowo wzmocniły obsadę nad Sanem w pobliżu mostów, a częściowo zostały użyte na Zniesieniu. Na Zasaniu w rejonie mostu drogowego pozostały jedynie drobne pododdziały, ugrupowane obronnie w budynkach i sąsiadujących z nimi ogródkach.
Główne walki toczyły się na odcinku południowym, na kierunku Kruhel Mały i Kruhel Wielki. Po południu Niemcy po bardzo silnym przygotowaniu artyleryjskim i bombardowaniu lotniczym przeszli San pod Ostrowem, zajęli Prałkowce i Kruhel Wielki, a następnie uderzyli na Kruhel Mały. Doszło tam do zaciętej walki. Dwukrotne ataki niemieckie odparto. Za trzecim jednak razem udało się im opanować miejscowość, po czym ruszyli na Zniesienie i Podzamcze, obsadzone przez I batalion OZ 24. DP kpt. Wylęgały. W tym momencie wyruszyło polskie przeciwuderzenie. W wyniku walki na bagnety, przy niezwykle wysokich obustronnych stratach, Niemcy zostali zatrzymani i sytuacja ustabilizowała się.
Na odcinku środkowym, około mostów, natarcie niemieckie od razu załamało się w krzyżowym ogniu karabinów maszynowych II batalionu 53. pp mjr. Młyńskiego oraz artylerii 4. baterii 11. pal i 1. baterii 50. dal. Polscy saperzy wysadzili środkowe przęsło mostu drogowego. Groźna sytuacja powstała chwilowo na północnym odcinku obrony, gdzie niemiecki oddział przeszedł San pod Buszkowicami i zaatakował pozycje 5. kompanii kpt. Ostrowskiego. Skierowana na ten odcinek odwodowa 6. kompania rozwinęła się pod silnym ogniem artylerii niemieckiej do natarcia, ale jej uderzenie trafiło w próżnię, gdyż Niemcy zostali wcześniej rozbici ogniem 2. kompanii karabinów maszynowych por. rez. Józefa Kupki i wycofali się za rzekę.
Niemcy nacierali również na pozycje III batalionu OZ 24. DP kpt. Szutta w rejonie Bakończyc. Batalion odrzucił wprawdzie Niemców, ale sam poniósł duże straty.
Wieczorem ppłk J. Matuszek, który objął po gen. J. Chmurowiczu kierownictwo obrony miasta, otrzymał rozkaz dowódcy Frontu Południowego gen. Kazimierza Sosnkowskiego opuszczenia Przemyśla. Polskie oddziały wycofały się w kierunku Mościsk, wysadzając mosty na Wiarze i uszkadzając most kolejowy, gdyż zabrakło ładunków wybuchowych. Tam miały wejść w skład 11. KDP i 24. DP.
Dopiero następnego dnia rano miasto zostało zajęte przez wojska niemieckie. Niemcy byli przekonani, że Przemyśla broniło pięć polskich dywizji i tym faktem tłumaczyli początkowy brak sukcesu.
Wytrwała obrona Przemyśla umożliwiła 11. KDP i 24. DP, które wchodziły w skład Grupy Operacyjnej gen. K. Sosnkowskiego odskoczenie od nieprzyjaciela w kierunku Lwowa i odpoczęcie przez jeden dzień od bezustannej walki, choć odbywało się to wśród ciągłych marszów, nalotów i zagrożenia od strony niemieckich i ukraińskich dywersantów.